# Coves de Frasassi

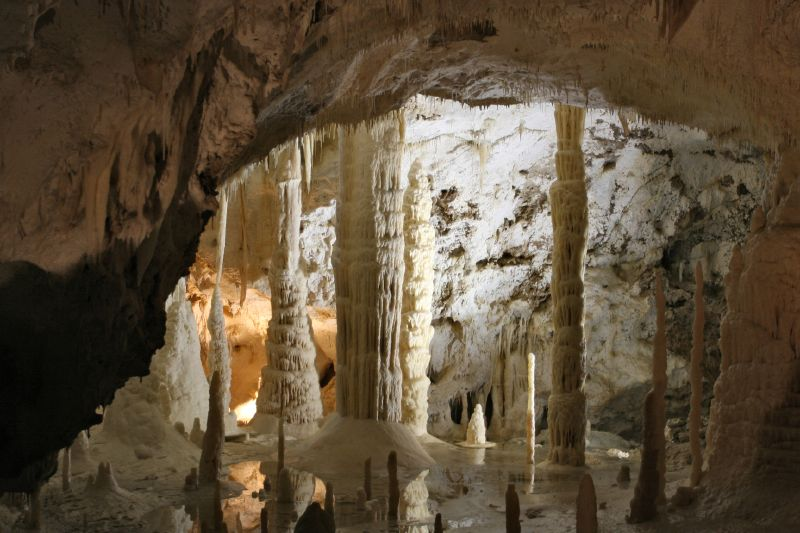
Interior de les coves

Les coves de Frasassi (en italià, Grotte di Frasassi) són una xarxa de cavernes càrstiques italianes que es troben dins del Parc Natural de la Gola della Rossa i de Frasassi en el municipi de Genga (província d'Ancona i regió de les Marques).
Descobriren les coves el 28 de juny de 1948 quan alguns components del grup espeleològic d'Ancona trobaren l'entrada de la primera gruta, anomenada «grotta del Fiume». Se n'anaren descobrint altres cavitats de la mateixa xarxa fins que, el 25 de setembre de 1971 el grup espeleològic CAI d'Ancona trobà la «Grotta Gran del Vento»; l'equipament no els permeté baixar fins a la base de la cova, i calcularen l'altura llançant una pedra i mesurant el temps de caiguda: 100 m. Després es dotaren d'equipament adequat i exploraren aquest espai que anomenaren Abisme Ancona en honor de la ciutat dels descobridors. La notícia del descobriment es difongué i de llavors ençà començà la fama entre el gran públic de les coves de Frasassi.
Aquest «Abisso Ancona» té una extensió de 180 x 120 m i de 200 m d'altura i és tan gran (més de dos milions de m3) que al seu interior cabria la catedral de Milà.
Els descobriments s'hi succeïren al llarg dels anys i s'hi exploraren altres ambients més o menys accessibles. Fins al moment el conjunt de cavernes de Frasassi té una longitud de més de 30 km, però només se'n visiten 1,5 km. A dins la temperatura es manté constant al llarg de tot l'any, en 14 °C.
L'1 de setembre de 1974 part de les coves s'obriren al públic.

## Galeria

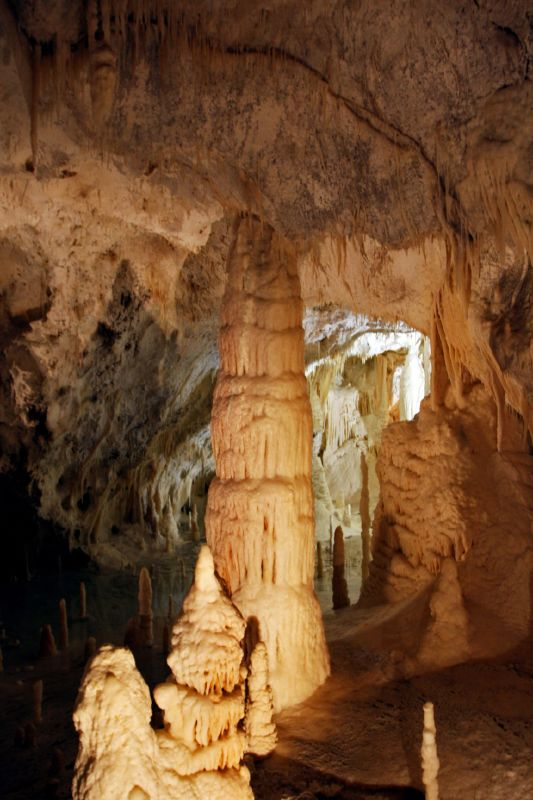
Estalactita a l'interior de la cova
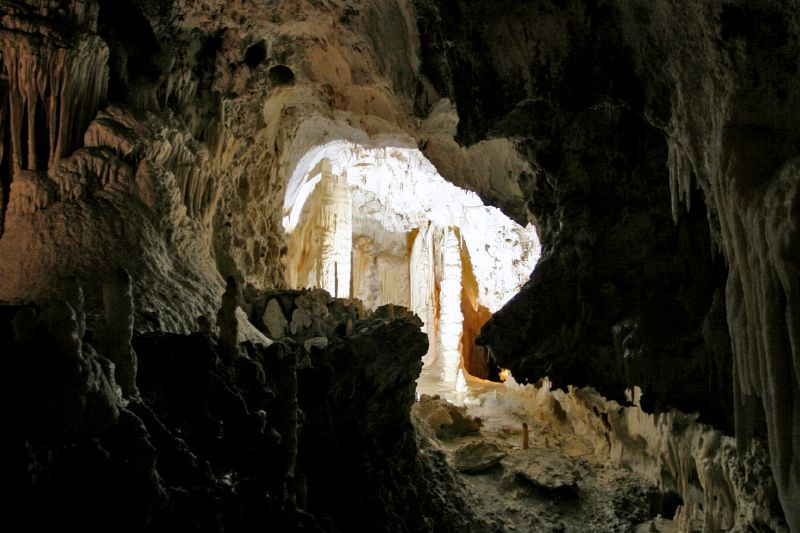
Entrada a la xarxa de galeries
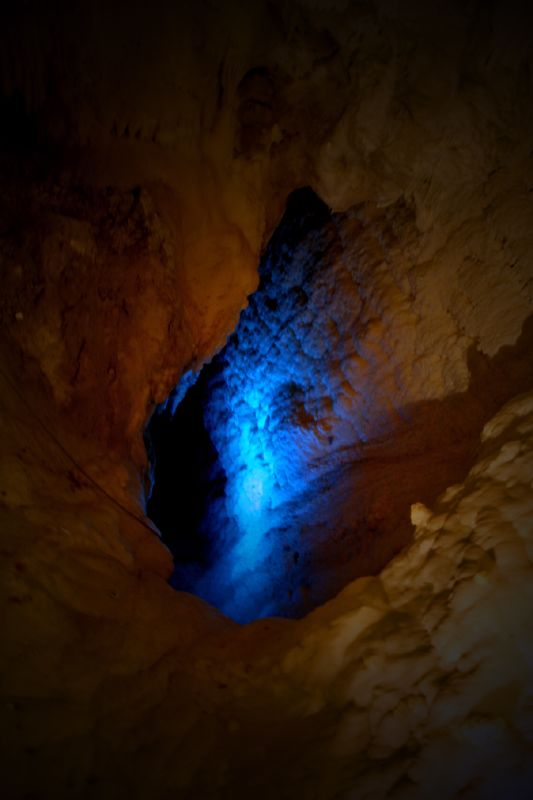
"Il Pozzo", una enorme cascada de més de 60 m de profunditat
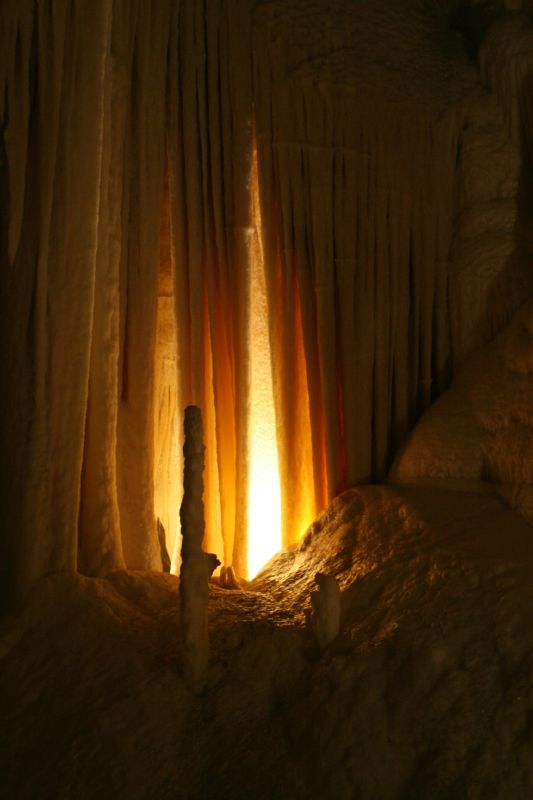
"Canne d'Organo", on diverses estalactites i estalagmites donen semblança a un orgue

## Coves agermanades
- França, coves de Les Eyzies-de-Tayac-Sireuil (Aquitània).
- Polònia, mines de sal de Wieliczka (voivodat de Petita Polònia).
- Estats Units, Kartchner Caverns State Park (Arizona).